# Petsáli
Petsáli (Petsali) är en ort i Grekland.   Den ligger i prefekturen Nomós Ioannínon och regionen Epirus, i den nordvästra delen av landet, 300 km nordväst om huvudstaden Aten. Petsáli ligger 529 meter över havet och antalet invånare är 303.
Terrängen runt Petsáli är kuperad. Runt Petsáli är det ganska tätbefolkat, med 52 invånare per kvadratkilometer. Närmaste större samhälle är Ioánnina, 17,8 km sydost om Petsáli. Trakten runt Petsáli består till största delen av jordbruksmark.